# Mauro Bragato
Mauro Bragato (Lins, 8 de dezembro de 1953) é um sociólogo e político brasileiro. Ex-prefeito de Presidente Prudente entre 1997 a 2001 e atual deputado estadual por São Paulo. Filiado ao Partido da Social Democracia Brasileira (PSDB).

## Família e formação
Bragato é filho de Antenor Bragato e Marina Mastellini Bragato, foi criado na região de Presidente Prudente, onde se formou em sociologia pela Unesp. Iniciou sua carreira política ainda no movimento estudantil, ocasião em que ingressou no Movimento Democrático Brasileiro (MDB) e participou ativamente da luta pela redemocratização do país.

## Carreira política

#### Deputado Estadual e Prefeito de Presidente Prudente
Foi eleito deputado estadual em 1978 pelo MDB, sendo reeleito sucessivamente para outros quatro mandatos, permanecendo no cargo até o final de 1995. Na elaboração da Constituição do Estado de São Paulo em 1989 apresentou mais de 60 emendas, período em que foi eleito vice-presidente da Assembleia. Em 1995 ingressou no PSDB, sendo eleito por este partido prefeito de Presidente Prudente em 1996.
No período foi eleito quatro vezes presidente da União dos Municípios do Pontal do Paranapanema. Após o mandato como prefeito de Presidente Prudente, em 2001 e 2002, Mauro Bragato foi membro do conselho de administração das empresas de Energia Elétrica do Estado de São Paulo e assessor do MEC, tendo participado da implantação do Programa Bolsa Escola no Estado de São Paulo.
Em 2002, candidatou-se a novo mandato de deputado, ficando com a 2ª suplência da coligação. Em maio de 2004, assumiu a Secretaria da Habitação do Estado.
Em janeiro de 2005, Mauro Bragato tomou posse para exercer seu sexto mandato de deputado. Foi eleito presidente da Comissão de Relações do Trabalho na ALESP e integra a Comissão de Economia e Planejamento da ALESP.
Foi presidente das principais comissões permanentes da Casa, como a Comissão de Finanças, Orçamento e Planejamento. Foi reeleito nas eleições de 2006 (110.146 votos), 2010 (123.283 votos) e 2014 (175.839 votos). Foi líder da bancada do PSDB. 
Em 2018, foi eleito para o seu décimo mandato como deputado estadual.

#### STJ anula condenação por improbidade administrativa
Segunda Turma do Superior Tribunal de Justiça reformou o acórdão do Tribunal de Justiça de São Paulo (TJ-SP) e julgou procedente a ação rescisória proposta pelo parlamentar paulista. (Fonte: G1.globo.com)
Em julgamento realizado na tarde da quinta-feira (7/11/19), a Segunda Turma do Superior Tribunal de Justiça (STJ), em Brasília (DF), por maioria de votos, deu provimento ao recurso especial do deputado estadual Mauro Bragato (PSDB) e, reformando o acórdão do Tribunal de Justiça do Estado de São Paulo (TJ-SP), julgou procedente a ação rescisória proposta pelo parlamentar paulista para julgar improcedente uma ação civil por improbidade administrativa na qual ele havia sido condenado em decisão judicial já transitada em julgado.
Sendo assim, não há mais nenhuma condenação ao parlamentar.
Para a Segunda Turma do STJ, a conduta descrita pelo TJ-SP como culposa não configura punição no âmbito da lei de improbidade administrativa, que exige a demonstração da participação na prática da ilegalidade.
Em 2002 um processo contra ele no Poder Judiciário, por improbidade administrativa relacionada a fatos de quando Bragato fora prefeito de Presidente Prudente, à Comissão de Licitação do município. Depois de 14 anos de decisões e recursos, o juiz Carlos Eduardo Lombardi Castilho, da 1ª Vara Cível de Presidente Prudente, determinou em abril de 2016 a perda imediata do mandato do deputado estadual de Mauro Bragato. Por acreditar em erro judiciário, pois na conduta não foi configurado dolo, enriquecimento ilícito nem vantagem pessoal, Bragato impetrou recurso especial no Superior Tribunal de Justiça para reaver o mandato.
Em 2 de julho de 2016 foi publicado no Diário Oficial do Estado de São Paulo o ato da Mesa Diretora da Assembleia Legislativa do Estado de São Paulo que declara a perda do mandato do deputado estadual Mauro Bragato, que estava em seu nono mandato parlamentar. No lugar de Bragato, assumiu o suplente João Caramez, que foi convocado, também pela Mesa Diretora.